# شرح العقائد النسفية (كتاب)
شرح العقائد النسفية كتاب في علم التوحيد والعقيدة الإسلامية من تأليف الإمام سعد الدين التفتازاني قام فيه بشرح كتاب العقيدة المشهور باسم العقائد النسفية، والذي يعد من أهم المتون في العقيدة الماتريدية، وهو عبارة عن مختصر أو فهرس لتبصرة الأدلة في أصول الدين للإمام أبي المعين النسفي،  وقد أشار التفتازاني عند تقديمه لشرح الكتاب على أهمية كتاب العقائد النسفية وما اشتمل عليه من بحوث هامة، حيث يقول: «ولأن المختصر المسمى بالعقائد، للإمام الهمام، قدوة علماء الاسلام، نجم الملة والدين "عمر النسفي" ـ أعلا الله درجته في دار السلام ـ يشتمل من هذا الفن على غرر الفرائد، ودرر الفوائد في ضمن فصول، هي للدين قواعد وأصول، وأثناء نصوص هي لليقين جواهر وفصوص، مع غاية من التنقيح والتهذيب، ونهاية من حسن التنظيم والترتيب.»

## محتوى الكتاب
يحتوي الكتاب على المباحث التالية:
- القول في حقائق الأشياء.
- أسباب العلم.
- العالم بجميع أجزائه محدث.
- دليل حدوث العالم وتقسيمه إلى أعيان وأعراض.
- المحدث للعالم هو الله تعالى الأدلة على ذلك.
- الواحد.
- القديم.
- الحي القادر العليم السميع البصير الشائي.
- لا يخرج عن علمه وقدرته تعالى شيء.
- صفاته تعالى القائمة بذاته.
- صفاته تعالى الأزلية.
- العلم ـ القدرة ـ الحياة ـ القوة ـ السمع ـ البصر ـ الفعل والتخليق ـ الكلام.
- القرآن كلام الله تعالى غير مخلوق.
- الكلام القديم الذي هو صفة الله تعالى.
- التكوين صفة الله تعالى أزلية.
- سبحانه وتعالى غير المكون.
- الإرادة صفة الله تعالى أزلية قائمة بذاته.
- القول في رؤيته تعالى.
- الله تعالى خالق لأفعال العباد كلها.
- القول في أن للعباد أفعالا اختيارية.
- لا يكلف العبد بما ليس في وسعه.
- المقتول ميت بأجله.
- الحرام رزق.
- يضل الله من يشاء ويهدي من يشاء.
- ما هو الأصلح للعبد فليس بواجب على الله تعالى.
- عذاب القبر للكافرين ولبعض عصاة المؤمنين.
- تنعيم أهل الطاعة في القبر.
- الوزن حق.
- الكتاب المثبت فيه طاعات العباد ومعاصيهم.
- السؤال حق ـ الحوض حق ـ الصراط حق.
- الجنة حق ـ والنار حق.
- القول في الكبيرة.
- القول في الإيمان.
- الإيمان والإسلام وهل يتغايران.
- القول في إرسال الرسل.
- أول الأنبياء وآخرهم.
- الأدلة على نبوة سيدنا محمد صلى الله عليه وسلم.
- بيان عدة الأنبياء عليهم السلام.
- القول في الملائكة.
- الكتب التي أنزلت على الأنبياء.
- القول في المعراج.
- كرامات الأولياء.
- أفضل البشر بعد نبينا.
- الخلافة ثلاثون سنة.
- نصب الإمام واجب.
- شروط في الإمام.
- الصلاة خلف كل بر وفاجر وعلى كل بر وفاجر.
- لا تذكر الصحابة إلا بخير.
- العشرة المبشرون بالجنة والشهادة لهم بذلك.
- نرى المسح على الخفين في السفر والحضر.
- لا نحرم نبيذ التمر.
- لا يبلغ الولي درجة الأنبياء.
- لا يسقط من العبد الأمر والنهي.
- النصوص من الكتاب والسنة على ظواهرها.
- اليأس من الله تعالى كفر.
- لا يكفر أحد من أهل القبلة.
- تصدق الكاهن بما يخبره عن الغيب كفر.
- المعدوم ليس بشيء.
- القول في دعاء الأحياء للأموات والتصدق عنهم.
- الله تعالى يجيب الدعوات ويقضي الحاجات.
- ما أخبر به  من أشراط الساعة.
- القول في أن المجتهد يخطيء ويصيب.
- رسل البشر أفضل من رسل الملائكة ورسل الملائكة أفضل من عامة البشر وعامة البشر أفضل من عامة الملائكة.

وقد تناول التفتازاني مباحث كثيرة في شرحه، ومن بين المقالات التي علق عليها، هي قوله: «(والنصوص) من الكتاب والسنة تحمل (على ظواهرها) ما لم يصرف عنها دليل قطعي كما في الآيات التي يشعر ظواهرها بالجهة والجسمية ونحو ذلك، لا يقال: ليست هذه من النص بل من المتشابه، لأنّا نقول: المراد بالنص هاهنا ليس ما يقابل الظاهر والمفسر والمحكم، بل ما يعم أقسام النظم على ما هو المتعارف. (فالعدول عنها) أي عن الظواهر (إلى معان يدعيها أهل الباطن) وهم الملاحدة وسموا الباطنية لادعائهم أن النصوص ليست على ظواهرها بل لها معان باطنة لا يعرفها إلا المعلم وقصدهم بذلك نفي الشريعة بالكلية (إلحاد) أي ميل وعدول عن الإسلام واتصال واتصاف بكفر، لكونه تكذيباً للنبي عليه السلام فيما علم مجيئه به بالضرورة. وأما ما يذهب إليه بعض المحققين من أن النصوص محمولة على ظواهرها ومع ذلك ففيها إشارات خفية إلى دقائق تنكشف على أرباب السلوك يمكن التطبيق بينها وبين الظواهر المرادة فهو من كمال الإيمان ومحض العرفان.»

## سبب التأليف
ذكر الإمام سعد الدين التفتازاني السبب الذي جعله يشرح عقائد الإمام نجم الدين عمر النسفي، حيث قال: «حاولت أن أشرحه شرحا يفصل مجملاته، ويبين معضلاته وينشر مطوياته، ويظهر مكنوناته، مع توجيه للكلام في تنقيح، وتنبيه على المرام في توضيح، وتحقيق للمسائل غب تقرير، وتدقيق للدلائل إثر تحرير، وتفسير للمقاصد بعد تمهيد، وتكثير للفوائد، مع تجريد، طاويا كشح المقال، عن الإطالة والإملال، ومتجافيا عن طرفي الاقتصاد: الإطناب والإخلال...»

## شروحه

شروح وحواشي العقائد النسفية: لأهل السنة والجماعة الأشاعرة والماتريدية.

المجموعة السنية على شرح العقائد النسفية تأليف الأئمة: رمضان أفندي ـ الكستلي ـ شمس الدين الخيالي.

حاشية شيخ الإسلام زكريا الأنصاري على شرح العقائد النسفية والمسماة (فتح الإله الماجد بإيضاح شرح العقائد) دراسة وتحقيق: عرفة عبد الرحمن أحمد عبد الرحمن النادي.

شرح رمضان أفندي على شرح السعد على العقائد النسفية.

كتاب (المطالب الوفية شرح العقيدة النسفية) للشيخ عبد الله الهرري المعروف بالحبشي.

لكتاب شرح العقائد النسفية عدة شروح فقد طبع منها:
- شرح خيالي في دلهي عام 1870م وعام 1327هـ، مع حواشي عبد الحكيم السيالكوتي، وفي عام 1326هـ مع الحواشي السابقة، وفي الأستانة عام 1297هـ مع كتلي وبهش، وفي القاهرة عام 1297هـ حواشي قرة خليل، وطبع من هذه الشروح أيضا: شرح الحسن شاهد (أبو الحسن بن الفضل) في بهار عام 1327هـ كما طبع شرح رمضان أفندي في دلهي عام 1327هـ. وكتاب (المطالب الوفية شرح العقيدة النسفية)، للشيخ عبد الله الهرري المعروف بالحبشي المتوفى سنة 1429هـ.

وله أيضا حواشي كثيرة وهي كالتالي:
- حاشية على شرح العقائد النسفية، عز الدين محمد بن أبي عبد العز بن جماعة المتوفى سنة 819هـ.
- حاشية على شرح النسفية، أحمد البردعي المتوفى بعد سنة 850هـ.
- حاشية على شرح النسفية، خضر شاه المنتشاوي، المتوفى سنة 853هـ.
- حاشية على شرح العقائد النسفية للسعد التفتازاني، أحمد بن موسى الشهير بالخيالي شمس الدين الرومي الحنفي، المتوفى سنة 870هـ، ولهذه الحاشية حواش عدة:
- القول الوفي في شرح عقائد النسفي (حاشية على حاشية الخيالي)، محمد بن قاسم بن محمد بن محمد الغزي المعروف بابن الغرابيلي، المتوفي سنة 918هـ.
- حاشية على حاشية خيالي على شرح السعد، إسماعيل القرماني المعروف بقره كمال المتوفى سنة 920هـ.
- حاشية على الخيالي، لطف الله بن إلياس الرومي، المتوفي بعد سنة 930هـ.
- حاشية على حاشية الخيالي، أحمد بن محمد بن خضر المعروف بقول أحمد المتوفى سنة 785هـ وفي رواية سنة 950هـ.
- حاشية على حاشية الخيالي، رمضان بن محمد الحنفي المعروف ببهشتي، المتوفى سنة 979هـ.
- حاشية على حاشية الخيالي، كمال الدين يوسف بن محمود بن المنلا الصوفي الشاهوي الشافعي الكردي المتوفى، نحو سنة 1000هـ.
- بحر الأفكار حاشية على حاشية الخيالي، حسن بن حسين بن محمد.
- حاشية على حاشية خيالي، الملا أحمد بن جنيد.
- حاشية على الخيالي، حكيم عجم.
- حاشية على حاشية الخيالي، حسين الخلخالي المتوفى سنة 1014هـ.
- حاشية على حاشية الخيالي، المولى يوسف بن محمد خان الشهير بالقرة باغي المتوفى سنة 1030هـ.
- زبدة الأفكار (حاشية على حاشية الخيالي على شرح التفتازاني)، عبد الحكيم بن محمد السيالكوتي، المتوفى سنة 1067هـ، وعليه الحواشي الآتية:
- حاشية على حاشية السيالكوتي على شرح العقائد، محمد أمين بن محمد الأسكداري المعروف بقصيري زاده المتوفى سنة 1151هـ.
- حاشية على حاشية السيالكوتي على خيالي، ضياء الدين أبو البها خالد بن أحمد بن حسين النقشبندي المحمدي السليماني العثماني، المتوفى سنة 1242هـ، طبع باستانبول سنة 1259هـ.
- تقرير على حاشية السيالكوتي، محمد بن رسول الذكي المشهور بابن رسول الشافعي الأشعري المتوفى سنة 1246 هـ، طبع باستانبول سنة 1203 هـ.
- حاشية على حاشية السيالكوتي، محمد بن يوسف بن غياث الدين البحر آباذي.
- حاشية على حاشية الخيالي، محمد بن أبي بكر المرعشي المعروف بساجقلي زاده المتوفى سنة 1150 هـ.
- حاشية على شرح العقائد للخيالي، عبد الله بن حسن الأسكداري الأنصاري الكانقري المتوفى سنة 1239 هـ، طبع بولاق سنة 1254 هـ.
- التحفة التملية على الحاشية الخيالية، عاصم بن إبراهيم الحيدري الصفوي الحسين آبادي.
- حاشية على حاشية الخيالي، أحمد بن محمد الشيرواني اليمني المتوفى سنة 1253 هـ.
- حاشية على شرح العقائد، علي بن محمد المعروف بمصنفك المتوفى سنة 871 هـ.
- حاشية على شرح العقائد النسفية، أحمد بن عبد الله القريمي الحنفي المتوفى سنة 879 هـ.
- النكت والفرائد على شرح العقائد، برهان الدين إبراهيم بن عمر بن حسن البقاعي المتوفى سنة 885 هـ.
- حاشية على شرح السعد، حسن جلبي بن محمد الفناري الرومي المتوفى سنة 886 هـ.
- حاشية على السعد، مصطفى بن يوسف خواجه زاده المتوفى سنة 893 هـ.
- حاشية على شرح العقائد، محمد بن محمد بن أحمد بن عبد النور الأنصاري المهلبي الفيومي المعروف بخطيب القمرية المتوفى سنة 893 هـ.
- حاشية على شرح التفتازاني، أبو اليسر محمد بن محمد بن خليل بدر الدين بن الغرس المتوفى سنة 894 هـ، وعليه حاشية:
- الدرر الفرائد على شرح ابن غرس على العقائد، أبو الصلاح حسن بن عبد المحسن.
- تحفة الفوائد لشرح العقائد، أحمد بن يوسف الحصكفي المتوفى سنة 890هـ.
- حاشية على شرح العقائد، صلاح الدين (معلم السلطان بايزيد).
- حاشية على شرح العقائد، محمد بن مانياس (ميناس) (معاصر للسطان مراد).
- حاشية على شرح السعد، محيي الدين محمد الشهير ببير الوجه (معاصر لمحمد الفاتح).
- حاشية على شرح العقائد، لطف الله بن حسن التوقادي الرومي المدرس الحنفي المعروف بلطفي المتوفى سنة 900هـ.
- حاشية على شرح العقائد للنسفي، مصلح الدين مصطفى بن محمد القسطلاني المعروف بكستلي المتوفى سنة 901هـ.
- حاشية على شرح العقائد، علاء الدين علي العربي المتوفى سنة 901هـ.
- حاشية على شرح العقائد، محيي الدين محمد بن إبراهيم النكسار المتوفى سنة 901هـ.
- الفرائد في حل شرح العقائد، كمال الدين محمد بن محمد بن أبي بكر بن أبي شريف المقدسي المتوفى سنة 906هـ.
- حاشية على شرح السعد، سنان الدين يوسف الحميدي المتوفى سنة 912هـ.
- القول الوفي لشرح عقائد النسفي، أبو عبد الله محمد بن زين الدين بن أبي العدل قاسم الغزي الشافعي المتوفى سنة 918هـ.
- فتح الإله الماجد بإيضاح شرح العقائد، شيخ الإسلام زكريا بن محمد الأنصاري المتوفى سنة 926هـ.
- حاشية علي شرح عقائد النسفي، إبراهيم بن محمد بن عربشاه الأسفرايني المعروف بعصام المتوفى سنة 944 هـ.
- حاشية على شرح العقائد للتفتازاني، محمد بن حسن اللقاني المتوفى سنة 958هـ.
- فرائد القلائد وغرر الفوائد على شرح العقائد للتفتازاني، علي بن علي بن أحمد النجاري الشعراني المتوفى بعد سنة 967هـ.
- حاشية قره دده على شرح السعد، كمال الدين قره دده المتوفى سنة 975هـ.
- تعليقات العبادي على شرح السعد، أحمد بن قاسم العبادي المتوفى سنة 994هـ.
- حاشية على شرح التفتازاني، وجيه الدين العلوي الكجراتي المتوفى سنة 998هـ.
- حاشية على شرح السعد، محمد عوض.
- حاشية على شرح السعد، شجاع الدين الرومي. طبع بمصر سنة 1329هـ.
- حاشية على شرح العقائد، الملا علي بن سلطان محمد القاري الهروي المتوفى سنة 1014هـ.
- مطلع بدور الفوائد ومنبع جواهر الفرائد على شرح العقائد، منصور سبط ناصر الطبلاوي المتوفى سنة 1014هـ.
- حاشية على شرح العقائد النسفية، أحمد بن محمد بن أحمد بن يونس الشلبي المتوفى 1021هـ.
- حاشية على شرح العقائد، عبد السلام بن أبي سعيد بن محب الله الديوي المتوفى سنة 1039هـ.
- حاشية اللقاني على شرح العقائد، إبراهيم بن إبراهيم بن ناصر الدين اللقاني المتوفى سنة 1041هـ.
- حاشية على شرح السعد، أحمد بن محمد بن يحيى بن المقري التلمساني، المتوفى سنة 1041هـ.
- تعليقة على شرح العقائد النسفية، مراد بن عثمان بن علي بن قاسم العمري الموصلي المتوفى سنة 1092هـ.
- حاشية على شرح العقائد النسفية للتفتازاني، محمد بن أحمد بن علي البهوتي الخلوتي المصري المتوفى 1088هـ.
- حاشية على شرح السعد، أحمد بن علي البهوتي.
- حاشية على شرح السعد، شهاب أحمد العيني.
- حاشية على شرح السعد، نظام الدين أحمد بن علي.
- حاشية على شرح السعد، محمد بن حمزة الدباغي العينتابي المشهور بتفسيري أفندي المتوفى سنة 1111هـ.
- حاشية على شرح السعد، جمال الدين بن ركن الدين الكجراتي المتوفى سنة 1124هـ.
- حاشية على شرح العقائد، عبد الله الحمدوني الحموي المتوفى سنة 1133هـ.
- حاشية على شرح العقائد للتفتازاني، بهاء الدين محمد بن حسن المعروف بالفاضل الهندي المتوفى سنة 1137هـ.
- حاشية على شرح العقائد، إلياس بن إبراهيم الكردي الشافعي المتوفى سنة 1138هـ.
- حاشية على شرح السعد، ولي الدين جار الله المتوفى سنة 1151هـ، طبع بالأستانة سنة 1274هـ ومصر سنة 1329هـ مع حاشية عصام.
- حاشية على شرح العقائد، عبد الله حلمي بن محمد بن يوسف بن عبد المنان الحنفي الأماسي المعروف بيوسف زاده المتوفى سنة 1167هـ.
- حاشية على شرح العقائد، عبد النبي بن عبد الرسول الأحمد نكري المتوفى بعد سنة 1173هـ.
- حاشية على شرح العقائد، محمد بن حميد الأفكرماني الكفوي المتوفى سنة 1174هـ.
- حاشية على شرح العقائد للتفتازاني، جمال الدين أبو الفضل يوسف بن سالم بن أحمد الحنفي المتوفى سنة 1176هـ.
- حاشية على شرح العقائد، أبو الخير بن ثناء الله العمري الجونبوري المتوفى سنة 1198هـ.
- حاشية على شرح السعد، محمد بن موسى الجناحي المعروف بالشافعي المتوفى سنة 1200هـ.
- حاشية على شرح العقائد، أبو هادي محمد بن أحمد بن حسن بن عبد الكريم الجوهري الخالدي المتوفى سنة 1215هـ.
- حاشية على شرح العقائد، إفهام الله بن انعام الله للكهنوي المتوفى سنة 1216هـ.
- حاشية على شرح السعد، محمد بن أحمد بن عرفة الدسوقي المتوفى سنة 1230هـ.
- حاشية الباجوري على شرح العقائد النسفية، إبراهيم بن محمد الباجوري المتوفى سنة 1276هـ.
- تخريج شرح العقائد النسفية، بشير الدين بن كريم الدين العثماني القنوجي المتوفى سنة 1296هـ.
- حاشية على شرح العقائد النسفية، بهاء الدين الختني المتوفى بعد سنة 1303هـ.
- حاشية على شرح العقائد، عبد الله بن عبد الرحمن الكليسي الحلبي المتوفى سنة 1303هـ.
- نظم الفرائد (حاشية على شرح العقائد)، محمد بن حسن بن محمد ظهور حسن الكنعاني السنبهلي الدهلوي المتوفى سنة 1305هـ، طبع بالقاهرة سنة 1254هـ ولكناو سنة 1888م.
- أحسن الفوائد في تخريج شرح العقائد، وحيد الزمان بن مسيح الزمان الحيدر آبادي المتوفى سنة 1338هـ، طبع كانبور سنة 1284هـ.
- تعليق على شرح التفتازاني على العقائد النسفية، مصطفى بن أحمد الحكيم المتوفى سنة 1341هـ.

## وصلات خارجية
- شرح العقائد النسفية للأستاذ سعيد فودة على يوتيوب